# Комитет по экономической политике и стратегическому планированию Санкт-Петербурга
Комитет по экономической политике и стратегическому планированию Санкт-Петербурга (КЭПиСП) - исполнительный орган государственной власти Санкт-Петербурга, ответственный за проведение государственной политики Санкт-Петербурга в сфере анализа и прогнозирования социально-экономического развития Санкт-Петербурга, государственного планирования, разработки и реализации социально-экономической политики в Санкт-Петербурге.

## История
Комитет создан в январе 2013 года для реализации экономической политики Санкт-Петербурга.
КЭПиСП образован в результате разделения Комитета экономического развития, промышленной политики и торговли (КЭРППиТ).  
С 1 января 2013 года по 24 февраля 2015 года главой Комитета по экономической политике и стратегическому планированию был Анатолий Иванович Котов. С 24 февраля 2015 года по 14 февраля 2017 года председателем КЭПиСП была Елена Владимировна Ульянова, экс-советник Губернатора Санкт-Петербурга Георгия Полтавченко . С 15 февраля 2017 года по 20 февраля 2018 года исполнял обязанности председателя Комитета Валерий Николаевич Москаленко. С 21 февраля 2018 года по 16 января 2019 года председателем КЭПиСП был Иван Дмитриевич Филиппов.
С 17 января 2019 года председателем КЭПиСП вновь является Валерий Николаевич Москаленко.
Деятельность КЭПиСП курирует вице-губернатор Эдуард Батанов.

## Полномочия
Комитет по экономической политике и стратегическому планированию Санкт-Петербурга реализует следующие полномочия и функции:
- Разрабатывает прогноз социально-экономического развития Санкт-Петербурга на очередной финансовый год и плановый период.
- Разрабатывает и реализует план организационных мероприятий, направленных на обеспечение социально-экономического развития Санкт-Петербурга.
- Осуществляет методическое обеспечение формирования и реализации государственных программ, проведение экспертизы проектов государственных программ, оценку эффективности реализации государственных программ, контроль за реализацией государственных программ и ведение реестра государственных программ.
- Устанавливает порядок проведения независимой экспертизы цен (тарифов) и проводит указанную независимую экспертизу.
- Утверждает нормативы и методики расчета финансовых затрат бюджета Санкт-Петербурга в случаях, предусмотренных правовыми актами Правительства Санкт-Петербурга.
- Утверждает нормативы, предназначенные для определения сметной стоимости строительства, реконструкции и ремонта объектов в Санкт-Петербурге.
- Утверждает прогнозные индексы-дефляторы в строительстве и т.д.[10].

## Направления работы

#### Прогноз и анализ развития Санкт-Петербурга
Прогноз социально-экономического развития Санкт-Петербурга разрабатывается ежегодно на очередной финансовый год и плановый трехлетний период. 
Комитет также готовит итоги социально-экономического развития  Санкт-Петербурга за каждый плановый период. 

#### Планирование социально-экономического развития Санкт-Петербурга
В рамках реализации данного направления Комитет осуществляет разработку документов стратегического планирования развития Санкт-Петербурга, в том числе:
- Разработку и реализацию Стратегии экономического и социального развития Санкт-Петербурга до 2030 года.
- Подготовку Соглашений о реализации Стратегии.
- Разработку и реализацию Плана мероприятий по реализации Стратегии экономического и социального развития .
- Разработку и реализацию государственных программ Санкт-Петербурга, главным исполнителем которых является Комитет.

#### Государственные программы Санкт-Петербурга
Государственные программы Санкт-Петербурга являются одним из инструментов достижения целей и приоритетов, определённых Стратегией-2030. Перечень государственных программ утвердило Правительство Санкт-Петербурга.

17 государственных программ Санкт-Петербурга, соответствующих 17 стратегическим целям Стратегии, представляют собой систему мероприятий и инструментов государственной политики, взаимоувязанных по задачам, срокам осуществления и ресурсам, обеспечивающим достижение целей долгосрочного социально-экономического развития города.
Все мероприятия государственных программ обеспечены бюджетным финансированием, суммарный объём которого - 90% расходов бюджета Санкт-Петербурга.
В рамках формирования механизма реализации Стратегии Комитетом разработаны и реализуются с 2015 года две государственные программы Санкт-Петербурга:
- «Экономическое и социальное развитие территорий Санкт-Петербурга» на 2015-2020 годы
- «Экономическое развитие и экономика знаний в Санкт-Петербурге» на 2015-2020 годы

#### Социально-экономическое развитие территорий
Комитет по экономической политике и стратегическому планированию Санкт-Петербурга является ответственным исполнителем государственной программы Санкт-Петербурга Экономическое и социальное развитие территорий Санкт-Петербурга» на 2015-2020 годы. Программа направлена на создание условий для сбалансированного социально-экономического развития территорий, в том числе сохранение и развитие исторического центра Санкт-Петербурга.

#### Бюджетное нормирование и ценообразование
Комитет осуществляет разработку и утверждение нормативов и методик расчета финансовых затрат бюджета Санкт-Петербурга, включая оценку экономической и бюджетной эффективности проектов, программ и мероприятий, осуществляемых с привлечением средств бюджета Санкт-Петербурга.

#### Программа сохранения и развития исторического центра Санкт-Петербурга
Комитет осуществляет координацию деятельности исполнительных органов государственной власти Санкт-Петербурга в сфере реализации подпрограммы «Сохранение и развитие исторического центра Санкт-Петербурга» 

#### Внешнеэкономическая деятельность
По направлению внешнеэкономического сотрудничества Комитет взаимодействует с наиболее успешными европейскими организациями в сфере формирование экономики знаний, развития региональной инновационной системы, эффективной преобразования городской среды .
Совместно с Комитетом по внешним связям Санкт-Петербурга проводятся встречи с зарубежными партнёрами, на которых обсуждаются возможные для совместной реализации проекты.
Особое внимание в работе по направлению внешнеэкономического сотрудничества уделяется вопросам взаимодействия с Ленинградской областью. По инициативе Комитета создана межрегиональная Рабочая группа (совместно с Комитетом экономического развития и инвестиционной деятельности Ленинградской области) по вопросам повышения эффективности взаимодействия между исполнительными органами власти Санкт-Петербурга и Ленинградской области в сфере приграничного сотрудничества. 

## Основные достижения

#### Стратегия развития Санкт-Петербурга
Комитет по экономической политике и стратегическому планированию Санкт-Петербурга является координатором реализации Стратегии экономического и социального развития Санкт-Петербурга до 2030 года.
В 2013 году Комитетом были организованы общественные обсуждения проекта Стратегии. Также был запущен сайт, на котором жители города могли оставить свои пожелания и мнения о проекте Стратегии. Полученные комментарии были учтены при разработке документа, который был принят в мае 2014. В этот же период Губернатор Санкт-Петербурга Георгий Полтавченко заявил, что все городские программы, все документы развития Петербурга должны быть и будут приведены в соответствие со Стратегией-2030.
В 2014 году Комитет запустил обновленный сайт, посвященный Стратегии-2030, пригласив независимых экспертов вести личные блоги и публиковать своё мнение о реализации и целях Стратегии.

#### Программа сохранения исторического центра
Комитет по экономической политике и стратегическому планированию Санкт-Петербурга является главным координатором реализации масштабной Программы «Сохранение и развитие территорий «Конюшенная» и «Северная Коломна – Новая Голландия», находящихся в историческом центре Санкт-Петербурга, на 2013-2018 годы» (Программа сохранения и развития исторического центра Санкт-Петербурга). Данная Программа является подпрограммой Государственной программы Санкт-Петербурга «Экономическое и социальное развитие территорий Санкт-Петербурга», принятой Правительством города.
Начавшаяся в 2013 году реализация Программы была одобрена экспертами ЮНЕСКО , подтвердив правильность принятого руководством города решения, в результате которого стал возможен переход от слов к делу в части принятия мер по обеспечению восстановления и развития исторического центра.
Программа ограничена двумя пилотными территориями («Конюшенная» и «Северная Коломна – Новая Голландия»), поскольку практика комплексного восстановления и развития целых исторических кварталов в стране отсутствует. Основная задача нынешнего этапа реализации программы - отработать подходы, технологические решения и последовательность выполнения работ .
В Программе участвуют 12 исполнительных органов власти Санкт-Петербурга. Заявленный на момент принятия Программы общий объём финансирования за счет бюджета Санкт-Петербурга составляет 69 миллиардов рублей.

#### Общественные пространства
КЭПиСП активно занимается вопросами формирования общественных пространств в Санкт-Петербурге.
Председатель Комитета Анатолий Котов регулярно проводил встречи с общественными движениями («Защита исторического центра», «Красивый Петербург» и др.), на которых обсуждаются, в том числе, вопросы организации пешеходных зон в историческом центре города.

## Антикризисная программа Санкт-Петербурга на 2015-2017 годы
В феврале 2015 года Правительством города принята «Программа первоочередных мероприятий по обеспечению устойчивого развития экономики и социальной стабильности в Санкт-Петербурге в 2015 году и на 2016 – 2017 годы» .
Цель Программы - обеспечение устойчивого социально-экономического развития Санкт-Петербурга.
Для контроля исполнения Программы создана Комиссия по обеспечению устойчивого развития экономики и социальной стабильности в Санкт-Петербурге.
Состав Комиссии утвержден Губернатором Санкт-Петербурга.
Ежемесячно на заседаниях Комиссии подводятся итоги проведенных мероприятий, оценивается их эффективность для экономики города .
Комитет по экономической политике и стратегическому планированию Санкт-Петербурга является координатором реализации Программы и разработчиком Плана-графика её исполнения.
В рамках реализации Программы за I полугодие 2015 года КЭПиСП:
- Определены приоритетные отрасли, способные обеспечить устойчивый рост экономики Санкт-Петербурга [31]
- Проведен анализ эффективности инвестиционной деятельности резидентов особой экономической зоны технико-внедренческого типа Санкт-Петербурга [32]
- Сформированы дополнительные критерии получения государственной поддержки для предприятий города [33]
- Ведется работа по формированию перечня предприятий, оказывающих существенное влияние на экономику Санкт-Петербурга [34]

В рамках реализации Программы также:
- упрощен порядок продления договоров аренды земельных участков,
- организовано взаимодействие промышленных предприятий с федеральным Фондом развития промышленности,
- принято распоряжение Правительства Санкт-Петербурга «Об утверждении Плана мероприятий по содействию импортозамещения в Санкт-Петербурге на 2015-2017 годы» [35]
- принято решение о дополнительном финансировании программы «Молодежи - Доступное жилье» в размере 500 млн руб[36].
- принято постановление Правительства Санкт-Петербурга «Об оказании поддержки субъектам инвестиционной деятельности» [37]
- подготовлен проект постановления Правительства Санкт-Петербурга «Об утверждении Программы поддержки предприятий розничной торговли, реализующих продукцию российских производителей» и т.д.